# Ilex verticillata
Houx verticillé
Espèce
Statut de conservation UICN

 LC  : Préoccupation mineure
Répartition géographique
Ilex verticillata, le Houx verticillé, est une espèce de plantes à fleurs de la famille des Aquifoliaceae, originaire de l'Est de l'Amérique du Nord, des États-Unis, du Sud-Est du Canada, de Terre-Neuve, de l'Ontario, du Minnesota et du sud de l'Alabama.
L'espèce est particulièrement présente dans les habitats humides, mais aussi sur les dunes de sable sèches et les prairies. Les baies sont une ressource alimentaire importante pour certaines espèces d'oiseaux, parmi lesquelles le merle d'Amérique.

## Systématique
Le nom scientifique complet (avec auteur) de ce taxon est Ilex verticillata (L.) A.Gray.
L'espèce a été initialement classée dans le genre Prinos sous le basionyme Prinos verticillatus L..
Ce taxon porte en français les noms vernaculaires ou normalisés « Houx » ou « Houx verticillé ».
Ilex verticillata a pour synonymes :
- Ilex bronxensis Britton
- Ilex fastigiata E.P.Bicknell
- Ilex verticillata f. aurantiaca (Moldenke) Rehder
- Ilex verticillata f. chrysocarpa B.L.Rob.
- Ilex verticillata f. fructuosa Loes.
- Ilex verticillata subsp. cyclophylla B.L.Rob.
- Ilex verticillata subsp. tenuifolia (Torr.) A.E.Murray
- Ilex verticillata subsp. tenuifolia (Torr.) S.Watson
- Ilex verticillata subsp. verticillata
- Ilex verticillata var. aurantiaca Moldenke
- Ilex verticillata var. cyclophylla B.L.Rob.
- Ilex verticillata var. fastigiata (E.P.Bicknell) Fernald
- Ilex verticillata var. padifolia (Willd.) Torr. & A.Gray
- Ilex verticillata var. padifolia (Willd.) Torr. & A.Gray ex S.Watson
- Ilex verticillata var. tenuifolia (Torr.) S.Watson
- Ilex verticillata var. verticillata
- Prinos confertus Moench
- Prinos gronovii Michx.
- Prinos padifolius Willd.
- Prinos prunifolius Desf.

## Description
Ilex verticillata est un arbuste atteignant 1 à 5 m de hauteur. C'est l'un des nombreux houx qui sont à feuilles caduques, perdant leurs feuilles à l'automne. Dans les sites humides, il se répandra pour former un fourré dense, tandis que dans un sol sec, il reste un arbuste serré. Les feuilles sont vert brillant, 3,5–9 cm de long,1,5–3,5 cm de large, avec une marge dentelée et un sommet aigu. Les fleurs sont petites, 5 mm de diamètre, avec cinq à huit pétales blancs.

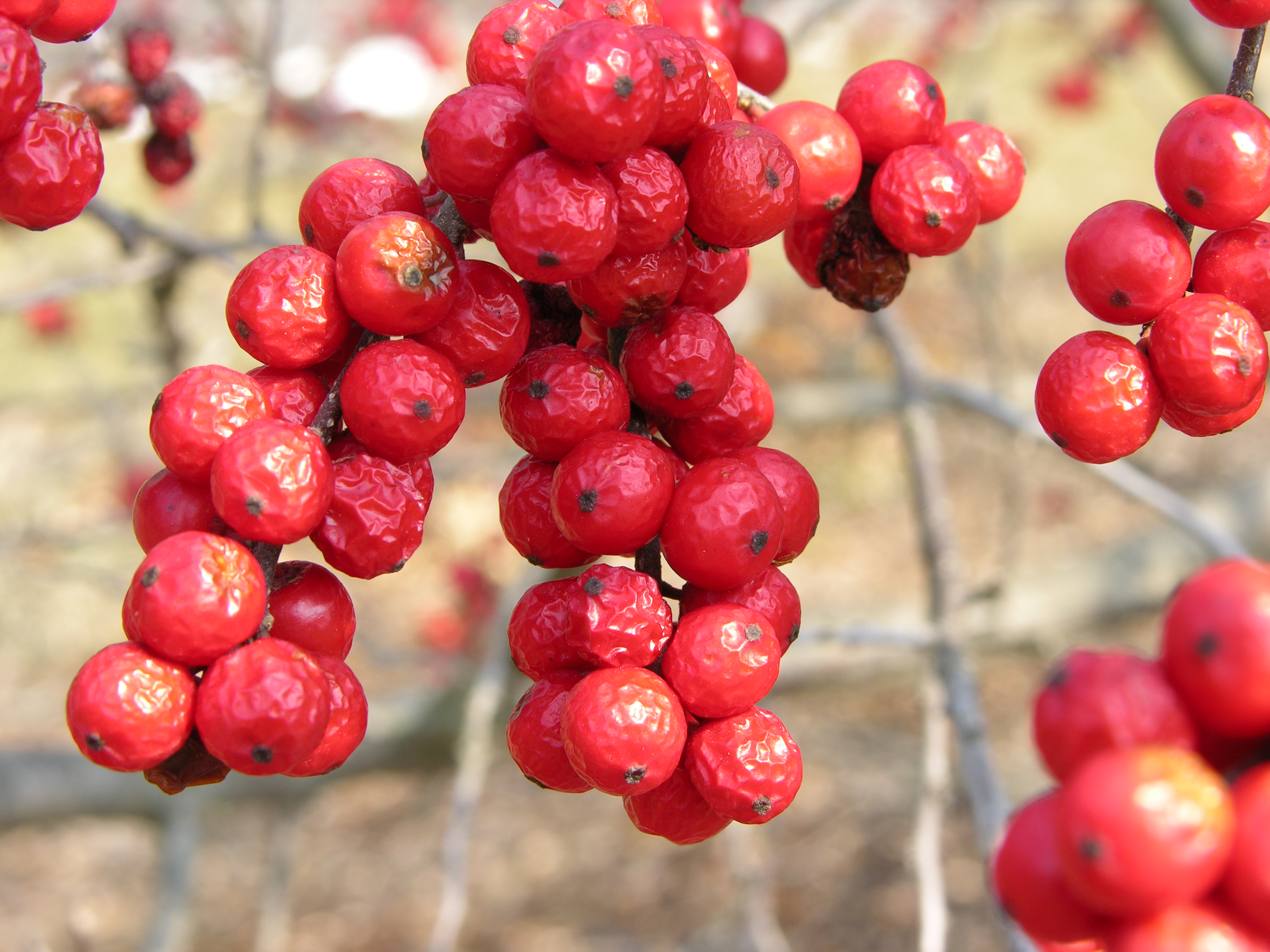
Fruits.

Le fruit est une drupe rouge globuleuse de 6 à 8 mm de diamètre, qui persiste souvent sur les branches jusqu'en hiver, donnant à la plante son nom anglais. Comme la plupart des houx, il est dioïque, avec des plantes mâles et femelles séparées ; la proximité d'au moins une plante mâle est nécessaire pour polliniser les femelles afin de porter des fruits. 

## Pharmacopée

### Composition et toxicité
La plante contient de la théobromine, une substance similaire à la caféine, ainsi que d’autres alcaloïdes. La consommation d’une grande quantité de fruits (drupes), ou l’utilisation de feuilles et d’écorce pour préparer des tisanes peut entraîner un empoisonnement pour les enfants et les plus grands.

## Culture et utilisations

### Médicinal
Les baies étaient utilisées par les Amérindiens à des fins médicinales, à l'origine du nom « buisson de la fièvre ». 
Les graines, les feuilles, l'écorce et les baies de la plante peuvent provoquer des nausées et une hypotension artérielle en cas d'ingestion. 

### Plante ornementale
Ilex verticillata-la baie d'hiver américaine-est appréciée comme plante ornementale dans les jardins pour les éclaboussures de couleurs vives au milieu de l'hiver provenant de baies densément emballées, dont la visibilité est accrue par la perte de feuillage; par conséquent, il est populaire même là où d'autres houx à feuilles persistantes sont également cultivés. Les branches nues couvertes de baies sont également très appréciées pour la coupe et l'utilisation dans les compositions florales .
Facile à cultiver, avec très peu de maladies ou de ravageurs. Bien que les sols acides humides soient optimaux, la baie d'hiver poussera bien dans le jardin moyen. De nombreux cultivars sont disponibles, différant par la taille et la forme de la plante et la couleur de la baie. Au moins une plante mâle doit être plantée à proximité d'une ou plusieurs femelles pour qu'elles portent leurs fruits. Les femelles et les mâles sont des variétés à floraison précoce et tardive, les mâles doivent être sélectionnés pour avoir le même moment que les femelles qu'ils sont censés polliniser.

## Cultivars sélectionnés

### Femelles
- Ilex verticillata 'Winter Red' Fruit est rouge orangé
- Ilex verticillata 'Afterglow' Le fruit est rouge orangé
- Ilex verticillé 'Red Sprite' Gros fruits rouges
- Ilex verticillata 'Spravy' "Berry Heavy" Fruit est rouge orangé
- Ilex verticillata 'Spriber' "Berry Nice" Fruit rouge vif

### Mâles (pollinisateur; pas de fruit)
- Ilex verticillata 'Southern Gentleman'
- Ilex verticillata 'Jim Dandy'

## Répartition
Répandu un peu partout dans l'est de l'Amérique du Nord, jusqu'au Texas, en passant par la Floride et la Louisiane.

## Liste des taxons de rang inférieur
Liste des formes selon GBIF (27 août 2021) :
- Ilex verticillata f. hodgdonii F.Seym., 1982
- Ilex verticillata f. verticillata